# Irenepharsus
Irenepharsus é um género botânico pertencente à família Brassicaceae.